# Вейн (округ, Небраска)
Шаблон:StateAbbr_ 42°13′ пн. ш. 97°07′ зх. д. / 42.21° пн. ш. 97.12° зх. д.
Округ Вейн (англ. Wayne County) — округ (графство) у штаті Небраска, США. Ідентифікатор округу 31179.

## Історія
Округ утворений 1867 року.

## Демографія
За даними перепису
2000 року
загальне населення округу становило 9851 осіб, зокрема міського населення було 5513, а сільського — 4338.
Серед мешканців округу чоловіків було 4728, а жінок — 5123. В окрузі було 3437 домогосподарств, 2205 родин, які мешкали в 3662 будинках.
Середній розмір родини становив 3,02.
Віковий розподіл населення поданий у таблиці:
| Стать    | До 15 років | 15-21 | 22-29 | 30-39 | 40-49 | 50-65 | 65-85 | Понад 85 |
| -------- | ----------- | ----- | ----- | ----- | ----- | ----- | ----- | -------- |
| Чоловіки | 828         | 986   | 616   | 496   | 643   | 595   | 509   | 55       |
| Жінки    | 894         | 1258  | 521   | 502   | 589   | 571   | 610   | 178      |

## Суміжні округи
- Седар — північ
- Діксон — північний схід
- Терстон — схід
- Камінг — південний схід
- Стентон — південь
- Медісон — південний захід
- Пієрс — захід